# Nacionalismo africâner

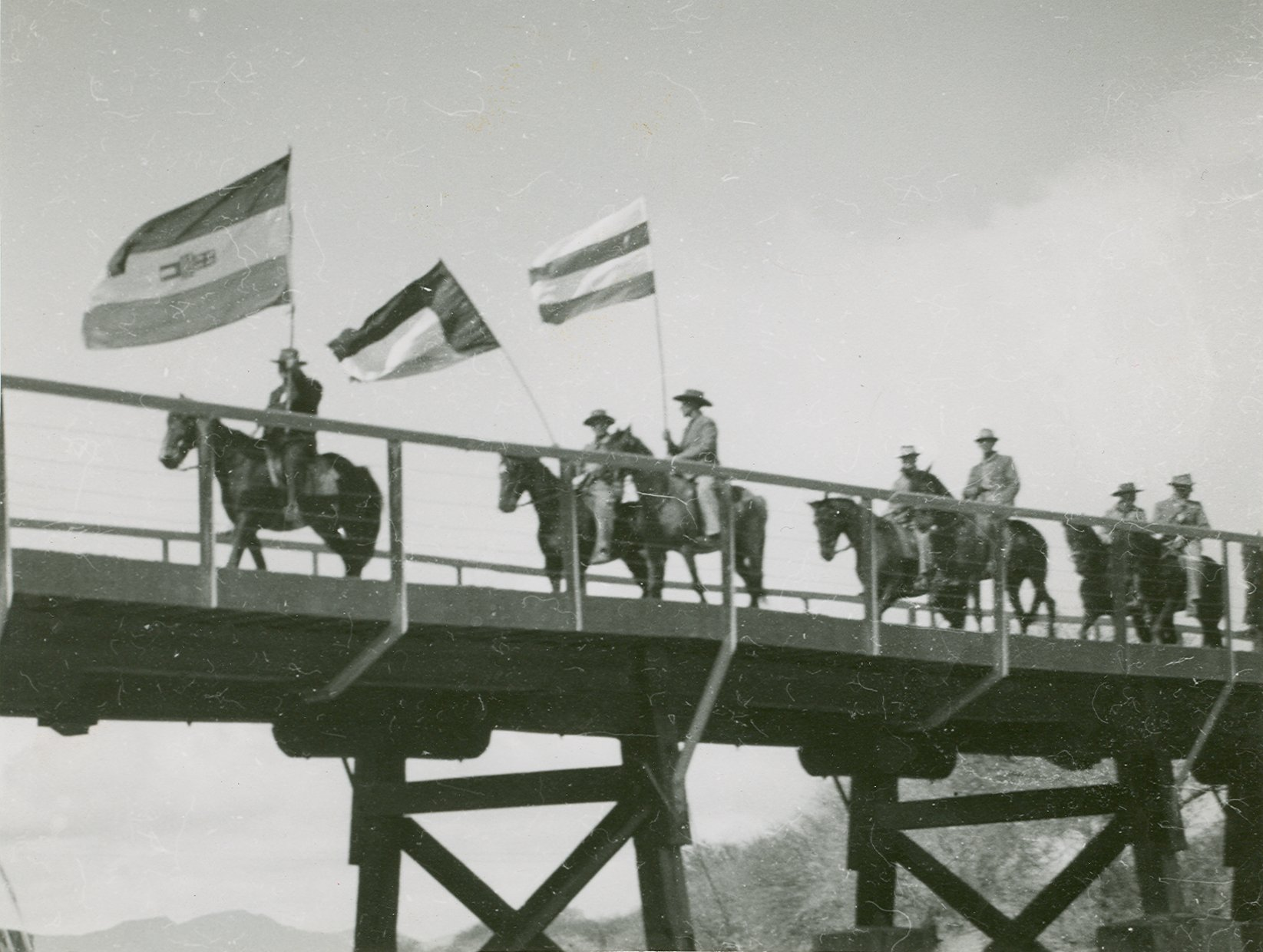
Homens a cavalo atravessando uma ponte e portando bandeiras-símbolos do nacionalismo africâner, em 1938, durante as comemorações do centenário da grande jornada.

Nacionalismo africâner (em africâner:  Afrikanernasionalisme ou Afrikaner Volkseenheid), ou nacional-africanderismo, é uma ideologia política que nasceu no final do século XIX entre os bôeres da África do Sul. Foi imensamente influenciado pelo sentimento antibritânico que se fortaleceu entre os africâneres, especialmente por causa da guerra dos boêres. Segundo o historiador T. Dunbar Moodie, o nacionalismo africâner poderia ser descrito como uma espécie de religião civil que combinava a história dos africâneres, a língua formalizada (africâner) e o calvinismo africâner como elementos-chave. Um grande defensor da ideologia foi a organização secreta "Vínculo dos Irmãos" e o Partido Nacional que governou o país de 1948 a 1994. Outras organizações alinhadas com a ideologia nacionalista africâner são a Federação de Organizações Culturais Africâneres (africâner: Federasie van Afrikaanse Kultuurvereniginge, FAK), o Instituto de Educação Nacional Cristã, a Liga Africâner e a Associação de Proteção aos Trabalhadores Brancos.

## Formulação ideológica
Um dos primeiros representantes ideológicos do nacionalismo africâner foi Stephanus Jacobus du Toit (1847–1911), um teólogo e sacerdote da Igreja Reformada Neerlandesa, que se tornou um dos membros fundadores (1879) do partido União Africâner (Afrikanerbond), bem como editor do jornal Die Afrikaanse Patriot (fundado em 1876). Em seus escritos, Stephanus du Toit apresentou a noção de que os africâneres eram uma nacionalidade distinta com uma pátria (África do Sul) e sua própria língua (africâner) e que o destino do povo (volk) era governar a África do Sul.

### Igreja Reformada Neerlandesa
A religião, especialmente o calvinismo africâner, desempenhou um papel fundamental no desenvolvimento do nacionalismo africâner e, consequentemente, na ideologia do apartheid. As Igrejas Reformadas Neerlandesas da África do Sul engajaram-se ao longo do século XVIII em uma batalha constante contra o modernismo e a modernidade. Eles se alinharam com as visões conservadoras de Abraham Kuyper (1837–1920), que enfatizou a autoridade de Deus sobre esferas separadas da criação. Essas esferas (por exemplo: nações históricas) deveriam ser preservadas e protegidas do liberalismo e das ideologias revolucionárias. Kuyper também rejeitou o pensamento iluminista, com sua ênfase na racionalidade e individualidade humanas, bem como os ideais de igualdade, fraternidade e liberdade da Revolução Francesa. Em sua opinião, todas essas idéias desafiavam a autoridade de Deus. Teólogos africâneres trabalharam a partir dessa base religiosa calvinista e tentaram definir uma série de esferas políticas, econômicas e culturais, convergentes ou independentes, que poderiam dar suporte ao pensamento nacionalista africâner. A história africâner também foi reinterpretada por meio de uma ideologia nacionalista-cristã. Paul Kruger, presidente do Transvaal de 1883 a 1902 e membro fundador das Igrejas Reformadas na África do Sul (Gereformeerde Kerke van Zuid-Afrika) ou "Igrejas Doppers", referiu-se a uma "história sagrada" com o volk como o povo escolhido, participante da grande jornada da década de 1830, em um Êxodo das áreas do domínio britânico no Cabo para a terra prometida das Repúblicas Bôeres.

### Nacionalismo africâner secular
Durante as décadas de 1930 e 1940, muitos intelectuais participaram da formulação teórica do nacionalismo africâner. Nicolaas Johannes Diederichs, que mais tarde (1975-1978) se tornou o Presidente de Estado Cerimonial da África do Sul, formulou a ideologia nacionalista africâner em seu livro de 1936 "Nationalism as a Worldview and Its Relationship to Internationalism" (em tradução do inglês: o nacionalismo mundialmente e sua relação com o internacionalismo) por meio da teologia kuyperiana. De acordo com Diederichs, Deus criou as nações bôeres, e essas nações tinham o direito de existir como entidades separadas por ordenança divina. Portanto, os africâneres poderiam recusar uma África do Sul "de concepção britânica", na qual, como uma minoria, coexistiriam com outros grupos étnicos. Geoffrey Cronje desenvolveu ainda mais essas ideias e argumentou que, enquanto o africâner existisse como uma minoria em um ambiente racial e culturalmente diferente, eles não poderiam permitir que a maioria negra se desenvolvesse econômica ou politicamente, uma vez que isso levaria à dominação negra. Ele defendeu que isto era injusto e anticristão, e oferecia como solução uma segregação total, ou seja, o apartheid entre negros e brancos.
A intelectualidade nacionalista africâner, junto com o Partido Nacional e o "Vínculo dos Irmãos", acabou formulando uma política nacionalista radical que rejeitava a hegemonia britânica na economia e na política, bem como a existência dos etnicamente mengelmoes (um termo pejorativo para pessoas miscigenadas) — que, para os teóricos nacionalistas africâneres, era um fato facilitado pela livre circulação e migração de trabalhadores negros pelo país. Eles propuseram como solução a reordenação drástica do mapa demográfico sul-africano com uma República Africâner dominante, não influenciada pelo imperialismo britânico. No entanto, por causa da oposição da classe média urbana, eles não propunham um retorno ao pastoralismo bôer conservador e pré-moderno.

### Nacionalismo africâner e raça
Inicialmente, durante o século XIX, a posição da Igreja Reformada Neerlandesa sobre a questão nacionalista era mais pragmática do que ideológica e, por exemplo, na África do Sul, a segregação racial foi aceita como forma harmoniosa de administrar uma comunidade heterogênea. A depressão econômica na África do Sul entre 1905 e 1909 mudou esta posição quando surgiu um novo grupo de "brancos pobres", na sua maioria africâneres. Em 1939, a segregação racial havia se tornado um dogma da igreja:
| “ | A política de segregação defendida pelo africâner e a sua Igreja é a sagrada vocação da Igreja para cuidar dos milhares de brancos pobres nas cidades que lutam uma batalha perdida no mundo econômico atual. . . A aplicação da segregação levará, além disso, à criação de cidades saudáveis separadas para os não-brancos, onde eles poderão se desenvolver segundo suas próprias linhas, estabelecer suas próprias instituições e, posteriormente, governar-se sob a tutela dos brancos | ” |
|   | |   |

O estado africâner como uma civilização cristã, portanto, tinha o alegado direito divino de permanecer separado e governar as nações "pagãs" vizinhas.

### Nacionalismo africâner e nazismo
O nacionalismo africâner e o nazismo tinham raízes comuns no nacionalismo religioso e no pangermanismo e, portanto, os elementos racistas de ambos os movimentos puderam ser assimilados. Por exemplo, a crítica africâner ao sistema capitalista no período entre guerras foi sobretudo antissemita. Muitos nacionalistas africânderes também viam num governo forte, de linha nazista-alemã, algo necessário para proteger a nação (volk). Pouco antes e durante a Segunda Guerra Mundial (1939-1945), esses sentimentos levaram ao surgimento de vários grupos pró-nazistas e organizações nacionalistas africâneres, como o "Sentinela de Carroça de Boi" (Ossewabrandwag), fundado em fevereiro de 1939, e sua ala paramilitar "Caçadores de Tempestades" (Stormjaers).

## Política nacionalista africâner
James Barry Munnik Hertzog liderou o Partido Nacional nas eleições de 1915 e 1920 sob o lema "África do Sul primeiro" (uma cópia do America First) que propunha uma África do Sul independente da influência britânica. Nas eleições de 1924, ele derrotou o Partido Sul-Africano liderado por Jan Smuts, depois que Smuts usou a força para acabar com a Revolta Vermelha (ou Revolta Rand) dos trabalhadores mineiros brancos em 1922, e permaneceu no poder por 15 anos em um governo de coalizão com o Partido Trabalhista Sul-Africano. Durante seu governo, ele promoveu firmemente o nacionalismo africâner enquanto aprofundava a segregação racial no país.

### Broederbond
Durante a década de 1930, um grupo de membros do denominado "Vínculo dos Irmãos" (Broederbond) moldou a ideologia nacionalista africâner, tentando criar uma identidade "nacionalista-cristã" comum para todos os brancos, africâneres que falavam africâner, bem como introduzindo a ideia do volkskapitalisme (em traduação literal, "capitalismo do povo" ou "capitalismo popular") que tentava assumir o controle do sistema econômico estrangeiro "britânico" ou "judeu" e adaptá-lo ao caráter nacional do africâner. O volkskapitalisme, na teoria, pretendia melhorar as condições econômicas dos africâneres que, em geral, na época, eram menos abastados do que os brancos de língua inglesa na África do Sul. Na prática, o programa consistia na utilização de capital africâner em empreendimentos africâneres novos e existentes. Embora o volkskapitalisme tenha conseguido desenvolver alguns negócios africânderes, como a fundação dos bancos Sanlam e Volkskas, os gigantes corporativos do período colonial britânico mantiveram seu papel dominante na economia sul-africana e, em última análise, os benefícios econômicos para a maioria dos africâneres pobres foram nulos ou escassos.
Apesar dos esforços dos militantes do Vínculo dos Irmãos para "africânerizar" a África do Sul, a compreensão dessa nova identidade nacionalista-cristã africâner foi lenta e sem entusiasmo. De acordo com estudos eleitorais, a maioria do grupo-alvo (brancos, sul-africanos que falavam africâner) não votou no Partido Nacional (nacionalista africâner) até o início dos anos 1960.

### Mídia popular
Durante as décadas de 1930 e 1940, os nacionalistas africâneres construíram uma "comunidade imaginada" do africâner com mapas e narrativas de seu passado heróico, propósito moral e um lugar entre outras nações, buscando algum imaginário coletivo e mito fundador a partir das jornadas bôeres. Essas ideias foram disseminadas por meio da emergente mídia impressa africâner, principalmente na figura do jornal nacionalista cristão Koers (Direção), nas revistas populares Inspan e Huisgenoot, bem como livros publicados pela editora Burger Boekhandel e os jornais Die Burger, Transvaler e Volksblad. O uso do africâner em vez do neerlandês foi agressivamente promovido ao longo da década de 1920, especialmente nas escolas brancas. A Bíblia foi traduzida para o africâner por Jacob Daniël du Toit, E. E. van Rooyen, J. D. Kestell, H. C. M. Fourie e Barend Bartholomeus Keet em 1933.

### Subida ao poder
A posição sul-africana durante a 2ª guerra mundial e o envolvimento do país na guerra contra a Alemanha Nazista levou à ascensão do Partido Nacional ao poder nas eleições de 1948 e a implementação da política de apartheid no país, culminando finalmente na mobilização nacionalista africâner em 1961, quando o país renunciou à Comunidade Britânica e se tornou uma república. O governo do Partido Nacional implementou, ao lado do apartheid, um programa de conservadorismo social. A pornografia, o jogo e outros vícios semelhantes foram proibidos por serem considerados elementos contrários ao "modo de vida africâner". A título de ilustração, de acordo com seus valores calvinísticos, o adultério e a tentativa de adultério também foram proibidos (pela Lei de Alteração da Imoralidade, Lei Nº 23 de 1957).

### Conflitos emergentes enquanto ideologia dominante
Durante a década de 1960, surgiu uma divisão entre o eleitorado africâner sobre a questão de como preservar uma identidade distinta em uma sociedade multiétnica: uma facção insistia em preservar a identidade nacional por meio de isolamento estrito, enquanto outras pensavam que tais barreiras deveriam ser relaxadas. Provas disso se manifestaram na formação do grupo radical dissidente do Partido Nacional, o Partido Nacional Reconstituído (Herstigte Nasionale Party; HNP), que obteve 3,59% dos votos na eleição de 1970, em comparação com os 54,86% do Partido Nacional. Na eleição de 1981, os radicais do HNP demonstraram uma imensa força alcançando 14,09% dos votos para a Assembleia Nacional, um claro crescimento do radicalismo nacionalista diante da pressão internacional contra o apartheid.
Uma organização nacionalista africâner notável foi a Movimento de Resistência Africâner (AWB), um grupo político e paramilitar. O grupo teve o apoio de cerca de 5 a 7% dos sul-africanos brancos em 1988. A organização foi perdendo força e apoio em razão de escândalos da liderança e de militantes no final dos anos 1980 e no início dos anos 1990. Esta organização, no entanto, nunca angariou apoio substancial dos africâneres, continuando este suporte dado ao Partido Nacional até a sua dissolução.
Na década de 1990, o Partido Nacional reconheceu o fracasso de seu projeto étnico e, sob a liderança de Frederik Willem de Klerk, desmontelou o sistema político estabelecido a partir de 1948. Após o apartheid, o nacionalismo africâner perdeu a maior parte de seu apoio.

### Rescaldo pós-apartheid

A Vryheidsvlag (Bandeira da Liberdade), registrada em 1995 no Departamento de Heráldica da África do Sul como a bandeira do Afrikaner Volksfront.

Embora tenha quase desaparecido da mídia, o nacionalismo africâner é mantido vivo por meio de iniciativas políticas como a República Cibernética da Nação Bôer, que afirma ser "a única tribo indígena branca na África do Sul" e tentou apelar ao Grupo de Trabalho da ONU sobre Populações Indígenas pela proteção dos direitos culturais, lingüísticos e religiosos das pessoas ao redor do mundo.
Após a dissolução do Partido Nacional em 1997, houve a fundação do Novo Partido Nacional, que em 2005 também foi dissolvido, após se fundir com os antigos rivais do Congresso Nacional Africano. Alguns de seus antigos membros formaram o partido Frente Mais Liberdade (FF+) em 1 de março de 1994, tendo como liderança inicial Constand Viljoen. O partido FF+ absorveu em 2004 outra organização nacionalista africâner, o Partido Conservador da África do Sul, e permanece em atividade, sendo a maior organização desta ideologia em operações, portanto o real sucessor ideológico do Partido Nacional. Além disso, alguns partidos políticos marginais de direita, como o Partido Nacional Reconstituído, ainda declaram que seu objetivo é a "promoção desavergonhada do nacionalismo africâner".
Outra organização era a "Frente Nacional", um partido político de extrema direita surgido nos anos pós-apartheid como sucessor do Partido da Liberdade Federal. O partido tinha como objetivo o separatismo africâner. Estava ligado ao South Africa Today, um meio de comunicação que informa questões que afetam os sul-africanos brancos. Em 2020 a Frente Nacional foi reformada e substituída pela organização política marginal Partido de Autodeterminação Africâner.
A tradição dos costumes nacional-cristãos é continuado pelo Movimento para a Educação Nacional-Cristã (em africâner:  Beweging vir Christelik-Volkseie Onderwys) que se propõe a "educar" os jovens sobre o povo (volk) bôer-africâner na tradição calvinista africâner, bem como na cultura e história bôer e na língua africâner.
O Movimento de Resistência Africâner tem estado inativo na África do Sul desde o fim do apartheid, embora em 2008 a organização tenha sido reativada e esteja buscando reunir forças para um separatismo formador de um estado africâner na África do Sul. Em 3 de abril de 2010, Eugene Terre'Blanche, líder do AWB, foi assassinado em sua fazenda.
Os Suidlanders são um grupo supremacista e etnonacionalista africâner de sobrevivencialismo, que se baseia em diversas teorias conspiratórias de uma guerra racial.